# Єжи Качмарек (актор)
Єжи Качмарек (пол. Jerzy Kaczmarek; 14 лютого 1929, Лодзь — 13 липня 1995, Варшава) — польський актор театру і кіно.

## Біографія
Він був сином Яна та Францишки, уродженої Щепанків. З 1945 року навчався в Ліцеї ім. Сташиця в Згезі, потім у 1948 році в Лодзі, де закінчив середню школу (1949) і почав вивчати акторську майстерність. У 1953 році закінчив акторський факультет Державного вищого театрального училища у Лодзі. Дебютував у театрі 16 травня 1953 року.
Як актор виступав у таких театрах: 1953—1957 Повшечний театр у Лодзі, 1957—1958 Польський театр у Познані, 1957—1962 Класичний театр у Варшаві та 1962—1971 Польський театр у Варшаві. За станом здоров'я у серпні 1971 року пішов на пенсію.
Був одружений з Тацяною, уродженою Сендзелож, кінопродюсером. Помер 13 липня 1995 року у Варшаві, похований на цвинтарі в Ізабеліні під Варшавою.

## Вибрана фільмографія
- 1965 — Рукопис, знайдений у Сарагосі